# Resolution 1991 des UN-Sicherheitsrates
Die Resolution 1991 des UN-Sicherheitsrates ist eine Resolution, die der Sicherheitsrat der Vereinten Nationen am 28. Juni 2011 einstimmig beschloss. Sie beschäftigt sich mit der Situation in der Demokratischen Republik Kongo und wurde von Frankreich eingebracht.

## Inhalt
Der Auftrag der Mission de l’Organisation des Nations Unies en République Démocratique du Congo (MONUC) wurde um ein Jahr bis zum 30. Juni 2012, also über die Wahl in der Demokratischen Republik Kongo 2011 hinaus, verlängert.
Außerdem fordert sie alle relevanten Personen auf ein „Umfeld für einen freien, fairen, glaubwürdigen, inklusiven, transparenten, friedlichen und zeitigen Wahlprozess zu gewährleisten“. Genauer heißt das die „freie politische Debatte, Meinungsfreiheit, Versammlungsfreiheit, gleichen Zugang zu Medien und Sicherheit“ zu ermöglichen.